# Olha Kozàkova
Olha Kozàkova (rus: О́льга И́горевна Козако́ва)  (Odessa, 14 de març de 1951) és una exjugadora de voleibol ucraïnesa que va competir per la Unió Soviètica durant la dècada de 1970.
El 1976 va prendre part en els Jocs Olímpics de Mont-real, on va guanyar la medalla de plata en la competició de voleibol.
En el seu palmarès també destaca la medalla d'or al Campionat d'Europa de voleibol de 1975. A nivell de clubs jugà al Medin Odessa (1969-1980), equip amb el què guanyà la Copa de la URSS de 1974.